# مسرح تيزي وزو الجهوي
مسرح تيزي وزو الجهوي هو مسرح جزائري في مدينة تيزي وزو.

## التأسيس
أنشئ المسرح البلدي لمدينة تيزي وزو عام 1972 من طرف المهندس البلجيكي “كولي”، وواصلت بلدية تيزي وزو تسييره إلى غاية عام 2005.
وبموجب المرسوم التنفيذي رقم 05 – 218، حُول المسرح البلدي من ولاية تيزي وزو إلى وزارة الثقافة، وجرى استحداث مسرح تيزي وزو الجهوي في 22 نوفمبر 2005.
وشهدت السنوات اللاحقة، إعادة ترميم بناية مسرح تيزي وزو، وتولّت فوزية آيت الحاج إدارة مسرح تيزي وزو الجهوي بين سنتي 2007 و2011، قبل أن يخلفها فريد محيوت.